# Haida
Els haida són una tribu del subgrup Skittaget dins el grup na-dené, el nom del qual prové de xa’ida "poble" o hrduh. Es divideixen en dos grups, Kaigani i Haida, que es divideixen en els grups skidegate i masset (i aquests en howkan, klinkwan i kasaan). Antigament ocupaven 19 viles.
Els Kaigani viuen a Masset i Skidegate (Prince of Wales), al Canadà, mentre que els haida viuen a Hydaburg (Queen Charlotte), a Alaska.

## Demografia

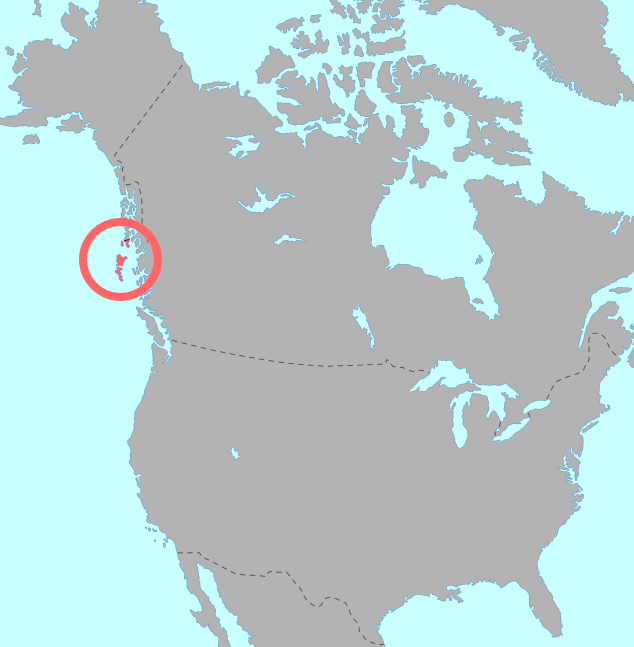
Distribució dels Haida

El 1841 eren un total de 8.300 individus, 6.600 en 13 viles de Queen Charlotte i 1.700 en sis viles Kaigani. Però baixaren a 3.000 el 1850 i el 1880 havien estat reduïts a un total de 1.700 individus (900 a Queen Charlotte i 800 Kaigani). Baixaren a 1.000 el 1910. El 1960 hi havia 210 a Alaska i 650 al Canadà. Cap al 1990 es calcula que eren un total de 4.000, d'ells potser 800 a Alaska. Segons Asher, hi havia 2.000 el 1980, uns 1.200 a la Colúmbia Britànica (on la llengua tenia 295 parlants) i la resta a Alaska. A la Colúmbia Britànica hi ha 1.326 a Skidegate i 2.553 a l'Old Masset village Council, en total 3.879. Si sumem els 4.446 dels EUA (sumats per races i afegits als tlingit), en total hi ha 8.325 individus. Segons dades de la BIA el 1995, hi havia 393 a Hydaburg i 34 a Kassan, mentre que vivien barrejats amb els tlingit a Ketchikan.

## Llengua
La llengua haida és una llengua aïllada la qual anteriorment va ésser inclosa dins la família na-dené al compartir amb un membre d'aquesta, el tlingit, força característiques. Es caracteritza per tenir els noms dividits en personals i impersonal, per tenir diversos plurals amb prefixos i sufixos, per tenir dues formes de pronoms personals (una per la persona i una altra per diferenciar la persona entre les altres) i per fer diverses conjugacions.
Queden menys de 100 parlants nadius de haida, concentrats en les comunitats haides de les illes de la Reina Carlota i Alaska. Alguns joves estan intentant reviure la llengua.
La llengua haida s'ha escrit usant l'alfabet llatí modificat per diversos lingüistes americans per poder expressar els sons particulars de l'idioma.

## Costums
Culturalment, són molt relacionats amb els tsimshian i tlingit, membres de la Cultura del Nord-oest. No hi havia una unió política entre ells, sinó grups regionals i poblats.
Entre ells hi ha subdivisions o meitats, assignades per naixement i filiació materna. Cada meitat consta de moltes nissagues o segments locals, les terres dels quals tenen regles pròpies que són importants econòmicament parlant. Ocupen viles diferents d'una o més cases cadascuna, i tenen llurs propis cabdills (els membres de rangle més alt) i casa de cabdills. Cada nissaga declara la guerra, fa la pau, elabora cerimònies i funciona econòmicament de manera independent de les altres.

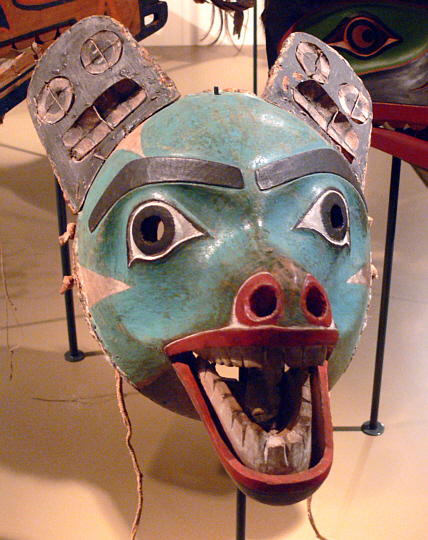
Màscara haida de llop, de cap al 1880.

La seva economia és basada en la pesca del salmó, del bacallà i de la palaia, així com la cacera de mamífers marins i la recollida de baies, arrels i algues; també caçaven cérvols, caribús, castors i aus. Les dones recollien musclos, adobaven pells i feien cistelles, mentre els homes feien les cases, pescaven, caçaven i pintaven els barrets fets per les dones. Es distingeixen per llurs hàbits de treball en fusta, l'artesania de llurs canoes i llur art fi. Guarneixen els objectes d'ús quotidià amb dibuixos d'éssers sobrenaturals d'estil altament convencional.
També es tatuaven per assenyalar fets històrics de la família. Endemés, els xamans duien un davantal o capa amb motius esotèrics que variava segons l'esperit que el posseïa. Elaboren també pals totèmics esculpits amb crestes que representen fets històrics importants de la nissaga, i que són col·locats lluny de la casa, i de vegades al costat, com a pals memorials o funeraris. També feien canoes de popa alçada i punxeguda, pintades amb motius animals 
El seu potlacht, cerimònia de distribució onerosa de béns i regals, servia per a donar, validar o elevar rangles polítics, tals com la prefectura o estatus social. També servien per a celebrar esdeveniments com la construcció d'una casa o d'un pal totèmic, i propostes tals com venjança o protecció. Un home no assolia un estatus sense celebrar el seu potlacht, però alguns els celebraven els seus parents.

## Història
El 1774 foren visitats pel mallorquí Joan Perers, i el 1778 per l'escocès James Cook, però no van fer establiments estables entre ells. Però entre el 1784 i el 1820 arribaren a la zona nombrosos caçadors que els esquilmaren les pells de llúdria. S'inicià així un comerç fins a l'extinció d'aquests animals, així com l'arribada de la verola, l'alcohol i les armes de foc, que provocaren l'aculturació i la disminució numèrica. Els del Canadà, endemés, van veure com el govern canadenc els prohibia el potlacht el 1901, tot i que el celebraven en secret.
El 1986 l'Illa de Queen Charlotte fou declarada zona protegida i patrimoni de la humanitat, cosa que els permet als d'Alaska gestionar llurs afers sense mediació de la BIA. El 1990 van iniciar protestes pels drets de pesca, tot rebent suport d'hurons i mohawks.

## Llista de haides
- Sonihat
- Billy Reid